# Chris Jagger
Chris Jagger (Dartford, 19 de diciembre de 1947) es un músico, actor y compositor inglés. Es el hermano menor del popular cantante Mick Jagger, miembro fundador de la banda The Rolling Stones.

## Carrera
Jagger nació en una familia de clase media en Dartford, Kent. Su padre, Basil Fanshawe "Joe" Jagger (13 de abril de 1913 - 11 de noviembre de 2006), y su abuelo, David Ernest Jagger, fueron ambos profesores. Su madre, Eva Ensley Mary (de soltera Scutts, 6 de abril de 1913 - 18 de mayo de 2000), nacida en Nueva Gales del Sur, Australia, de ascendencia inglesa, era una peluquera.
Después de estudiar arte dramático, Jagger ha trabajado en muchos campos, incluido el teatro, el cine, el diseño de ropa y la decoración. Apareció por primera vez en el musical Hair en Tel Aviv durante seis meses, más tarde con el Black Theatre of Brixton en la ICA en Londres con Rufus Collins, luego se unió al teatro The Glasgow Citizens, donde actuó con Kieran Hinds, Pierce Brosnan y Sian Thomas.
En la década de 1970, su proyecto de grabar un álbum con la banda Flying Burrito Brothers no pudo ser materializado. En la década de 1980 contribuyó en dos álbumes de los Rolling Stones, Dirty Work (1986) y Steel Wheels (1989). Jagger también trabajó como periodista (contribuyendo en artículos para The Daily Telegraph, The Guardian, The Mail on Sunday, The Independent on Sunday y Rolling Stone) y presentó para BBC Radio 2 un programa sobre Alexis Korner, un pionero del blues.

## Discografía
- 1973:	You Know the Name But Not the Face[3]
- 1973: Chris Jagger
- 1974:	The Adventures of Valentine Vox the Ventriloquist
- 1994:	Atcha
- 1995:	Rock the Zydeco
- 1996:	From Lhasa to Lewisham
- 2001:	Channel Fever
- 2006:	Act of Faith
- 2009:	The Ridge
- 2013:	Concertina Jack
- 2014:	Chris Jagger's Acoustic Roots
- 2017: All The Best

## Filmografía

### Cine
- 1972: Lucifer Rising
- 1978: The Stud
- 1979: Home Before Midnight
- 1979: The Bitch
- 1985: Lifeforce (L'étoile du mal)
- 2000: Attraction
- 2009: I Got the Blues in Austin

### Televisión
- 1979: BBC2 Playhouse
- 1980: Shoestring